# Neutralidad de la ciencia
La neutralidad de la ciencia se refiere a la reflexión histórica, epistemológica, sociológica o filosófica de la ciencia y su neutralidad desde los paradigmas positivista, realista, instrumentalista o relativista, fundamentada en las posiciones de diversos autores. 
Históricamente se plantean varias tesis:
1. “La ciencia sólo debe estudiar la realidad, pero no decirnos que hacer, eso está en las manos de la política”. Es una concepción que parte de Maquiavelo en su aspiración a una ciencia libre de valores.
2. “Toda ciencia pretende alcanzar la verdad mediante la razón”. Aquí, el positivismo establece que no hay más saber que el científico, el resto es metafísico. Comte pretendía estudiar la realidad social fuera de ella, crear una ciencia pura, no valorativa, mostrar las ciencias como un hacer sobre el objeto sin ningún compromiso del sujeto.

En los primeros años del siglo XX, los estudios de Marx, Scheler, Manhein, Fleeck y Hessen formaron nuevos planteamientos dónde la ciencia era concebida como el resultado de interacciones sociales y económicas. A mitad del siglo, con la bomba atómica y la ingeniería genética, la pureza que se creía de la ciencia ya no era tal, pues si bien reporta beneficios para la humanidad, esta tiene sus riesgos. Los valores desempeñan un papel inherente en la ciencia y por tanto no pueden ser separados de la sociedad.
Por otro lado, Agazzi sostiene que hay que discernir entre varios aspectos fundamentales para que exista la neutralidad, como:
- Desinterés. La ciencia no puede concebirse al margen de los intereses sociales (financiamiento, prioridades, política, instituciones, programas), pues están subordinados a los fines que les dan vida.
- Independencia de prejuicios. Se refiere a las convicciones, actitudes y valoraciones que hay en cada época y sociedad, las cuales pueden incidir en la forma de hacer ciencia y de construir el saber, de modo que los científicos deben ser conscientes de ello para no poner en peligro la objetividad.
- No estar al servicio de intereses. Es decir, se hace necesaria la honestidad intelectual.
- Libertad de condicionamiento. Quienes hacen ciencia deben reivindicar un nivel razonable de autonomía.[1]

## Neutralidad epistémica
La ciencia busca la verdad a través de procedimientos rigurosos y exhaustivos, pero es sabido que la ciencia por naturaleza no es objetiva y al partir de un sujeto cognoscente, requiere de algo que la vigile, que la controle y garantice de esta manera que se acerca a la realidad. Es con este fin y en un proceso de vigilancia en el que surge la epistemología. La epistemología descansa entonces en un análisis de carácter científico, pues estudia toda la práctica científica, y por ser la ciencia un proceso acumulativo, los estudios que se realicen han de ser concebidos en “proceso de devenir”, o bien, de la “ciencia haciéndose”. 
Actualmente, el pensamiento de Bachelard sintetiza la nueva concepción de epistemología como “reflexión sobre la ciencia en vías de realización”. Por la dificultad que origina para cualquier ciencia la construcción del objeto de estudio, es necesario tomar en cuenta ciertos aspectos que son además consideraciones que Bachelard hace:
- La falsa neutralidad de la medición pues es sabido que toda medición implica una teoría y si no existe teoría neutra, tampoco puede haber una técnica neutra.
- La falsa neutralidad del cuestionario ya que es elaborado por un investigador que incluirá solamente aquellos aspectos que le interesen para investigar, además de que el lenguaje mismo incluye una concepción de realidad que de alguna manera se trasplanta a quien se desea investigar y como tal, se atomiza la investigación.
- La falsa neutralidad de la estadística y técnicas matemáticas; éstas deben someterse siempre a la interrogación epistemológica pues incluso toda taxonomía implica una teoría que opera necesariamente en función de una teoría inconsciente y casi siempre de una ideología.[2]

Carlos Delgado establece que la ciencia nos presenta dos rostros sociales y morales opuestos, de modo que el conocimiento humano generado desde ella ha dejado de ser un saber estrechamente vinculado a las formas comunitarias de vida, para erigirse en un nuevo demonio, como instrumento de dominación de lo humano y lo natural. Frente a esta situación surgen nuevas manifestaciones: la revolución epistemológica, el enfoque de la complejidad, la bioética y el holismo ambientalista, que apuntan hacia lo perentorio del diálogo entre científicos y no científicos, saber científico y otros saberes, el planteo del cambio del objetivo de la ciencia con la misión de rescatar la dignidad humana, la naturaleza y el valor de lo ético. 

## Neutralidad valorativa
La tesis de la neutralidad valorativa de la ciencia se atribuye a los positivistas lógicos. Sin embargo, hay cierta ligereza en esta atribución. Al examinar los artículos que publicaron acerca del tema de la ética sus principales representantes, todo lo que se encuentra es una discusión sobre el estatus cognoscitivo de esta disciplina, una indagación acerca de la naturaleza de los enunciados prácticos y un examen sobre la cuestión de si es posible tratar sus proposiciones con las mismas herramientas con que ellos deseaban analizar los enunciados de la ciencia.
Es preciso reconocer que dicha tesis puede derivarse de los planteamientos centrales de la doctrina y, sobre todo, de las conclusiones que los positivistas propusieron sobre la naturaleza de la ciencia y de la ética, y de los resultados de sus análisis sobre las particularidades del lenguaje moral. Un caso ilustrativo se puede encontrar en un ensayo de Weber sobre las implicaciones de esta misma tesis para las ciencias sociales. El autor tiene en mente el problema de las relaciones entre ética y ciencia, al igual que la cuestión de decidir si los investigadores deben mantener separadas las esferas del mundo de los hechos y de los valores, y si tal proceder confirmaría la supuesta neutralidad valorativa de la ciencia.
Los conocimientos científicos sólo son medios para obtener fines determinados. Desde una perspectiva moral, la ciencia no tiene carácter positivo o negativo, depende de cómo se usan los conocimientos, las técnicas y los instrumentos que ofrece a los seres humanos; lo cual surge de la concepción de distinguir entre hechos y valores, es decir, al hacer ciencia se busca explicar y describir hechos, más no emitir juicios de valor sobre ellos.
Spencer habla sobre las limitaciones del objeto de la sociología como ciencia, por enfrentarse a varios problemas que la distinguen de las ciencias naturales, pero aspiraba a que los sociólogos se liberaran de los sesgos para lograr una perspectiva libre de valores. Max Weber parte de la concepción de la neutralidad valorativa como principio que le exige al científico ser consciente de las limitaciones de su disciplina y de la ciencia en general, en tanto regulador de la conducta de los hombres de ciencia y no de la ciencia misma.

## Neutralidad política
Según Leblond, la ciencia sería neutra si fuese una forma de conocimiento puro al margen de influencias externas o si el balance entre posibles beneficios y perjuicios fuera equilibrado, pero existen multitud de intereses que influyen en las investigaciones, pues ni la ciencia escapa de la influencia directa de los condicionantes sociales ni la comunidad científica se encuentra al margen de la sociedad. Es por ello que el conocimiento no se obtiene de forma totalmente objetiva porque el contexto social determina la producción científica, sobre todo en la época actual, donde la mayoría de los trabajos de investigación necesitan financiamiento económico y humano de manera considerable.
Cabe considerar la relación de la neutralidad de la ciencia con los paradigmas que sostienen sus teorías, respecto a lo cual Kuhn, argumenta que la ciencia no es acumulativa sino que avanza por medio de crisis y revoluciones científicas. Así, frente a una crisis científica, la comunidad defenderá el paradigma que la fundamenta mientras aparecen otros paradigmas defendidos por otros científicos, observándose entonces que la idea de la ciencia neutra es algo muy ingenuo, así como asumir que la verdad es neutra en tanto que la ciencia aplicada está orientada hacia un fin.

## Discusión
Por sí misma, la ciencia no representa una panacea para los males individuales, sociales o económicos. Sólo puede ser eficaz para el bienestar nacional como integrante de un equipo, ya sea en condiciones de paz o guerra. Pero sin progreso científico, no hay logro en otras direcciones, cualquiera sea su magnitud, que puede garantizar nuestra salud, prosperidad y seguridad como nación en el mundo moderno.
Savater señala:

La verdadera ciencia, la ciencia que podemos llamar una ciencia buena, es la ciencia que toma en cuenta la subjetividad, que toma en cuenta lo razonable y de ahí que se previene contra esa cosa que normalmente oímos decir “todo lo que pueda hacerse se hará”. Hay muchas cosas que pueden hacerse y no deben hacerse. Hay cosas que racionalmente se pueden hacer aunque no es razonable hace.